# W. Richard West, Sr.
Walter Richard West, Sr., auch Dick West genannt, (* 8. September 1912 im Canadian County, Oklahoma; † 3. Mai 1996) war ein Maler der Südlichen Cheyenne, Bildhauer und Lehrer. Sein Cheyenne-Name lautet Wapah Nahyah, was in englischer Sprache Lightfooted Runner übersetzt bedeutet.

## Werdegang
Walter Richard West, Sr. wurde 1912 in einem Tipi in der Nähe der Darlington Agency in der Cheyenne and Arapaho Indian Reservation geboren. Sein Vater war Lightfoot West. Wests Mutter hieß Rena Flying Coyote, auch als Emily Black Wolf bekannt, deren Eltern Big Belly Woman und Thunder Bull hießen. West besuchte die Concho Indian Boarding School und die Haskell Indian Nations University in Lawrence (Kansas), als sie noch eine Highschool war. 1935 machte er seinen Abschluss an der Highschool. Einer seiner ersten Kunst-Mentoren war der Arapaho-Maler Carl Sweezy. Von 1936 bis 1938 besuchte West das Bacone College in Muskogee (Oklahoma), wo er mit einem Associate of Arts (AA) Abschluss graduierte. Während seines Aufenthalts auf dem Bacone College studierte er unter dem bekannten Muskogee-Pawnee-Wichita-Künstler Acee Blue Eagle. Als junger Mann spielte West Football und arbeitete auf den Ölfeldern. Auf der University of Oklahoma (OU) machte West 1941 einen Bachelor of Fine Arts (BFA) und 1950 einen Master of Fine Arts (MFA). Während seiner Studienzeit auf der OU studierte er unter dem schwedischen Künstler Oscar Jacobson, welcher die Kiowa Five betreute. Jacobsons aktive Unterstützung der amerikanischen Ureinwohner half West bei der Bewältigung der weit verbreiteten rassistischen Vorurteile, welcher er in Norman begegnete. Zwischen 1941 und 1942 zog er nach Phoenix (Arizona), wo er unter Olle Nordmark Wandmalerei studierte. West setzte dann seine Studien an der Northeastern State University, der University of Tulsa und dem Redlands College fort.
Er heiratete 1940 Maribelle McCrea. 1970 heiratete er seine zweite Ehefrau Rene Wagoner. Er hatte zwei Söhne: W. Richard West, Jr. und James Lee West.
1941 begann West mit seinem ersten Lehrauftrag an der Phoenix Indian School, trat dann aber wegen des Zweiten Weltkrieges der US-Navy bei und diente in Europa zwischen 1942 und 1946. Nach dem Ende seines Militärdienstes kehrte er zu seiner Lehrtätigkeit an die Phoenix Indian School zurück. Dann leitete er von 1947 bis 1970 den Fachbereich für Kunst am Bacone College. Von 1970 bis 1977 unterrichtete er Kunst am Haskell Indian Junior College. Während seiner Lehrtätigkeit beeinflusste er zahlreiche indianische Künstler. Zu seinen Studenten gehörten erfolgreiche Künstler, wie Joan Hill, Enoch Kelly Haney, Johnnie Tiger, Sharron Ahtone Harjo und Virginia Stroud. Von 1979 bis 1980 war er als emeritierter Professor am Bacone College tätig.

## Kunstwerke
W. Richard West, Sr. war ein Meister der traditionellen Flachstilmalerei, die auf den bildlichen und erzählerischen Aspekten der Plains-Tierhaut-Malerei basiert. Im Fokus der Flachstilmalerei stehen häufig Stammestänze und Geschichten. West porträtiert in seinen Werken die Cheyenne-Kultur in ihrer sehr traditionellen Erzählform.
Eine vollständige Abkehr von diesem Stil betrieb West in seiner Indian Christ-Serie. Dabei handelt es sich um üppig, allegorische Ölgemälde von Geschichten aus dem Neuen Testament, welche in den South Plains spielen. Durch diese Serie wollte West die Universalität von Jesus Christus porträtieren.
Obwohl durch seine Werke in Flachstilmalerei bekannt, malte West auch abstrakte und stark stilisierte Werke in Öl, Aquarell, Tempera und Gouache. Er illustrierte vier Bücher und stellte auch Skulpturen aus Holz und Metall her.

## Auszeichnungen und Ehrungen
Die Section of Painting and Sculpture beauftragte West 1941 mit einem Wandgemälde für das United States Postamt in Okemah (Oklahoma). Das Philbrook Museum of Art verlieh ihm zwei Grand Awards und 1964 einen Waite Phillips Outstanding Indian Artist Award.
Das Eastern Baptist College verlieh ihm 1962 und die Baker University 1976 jeweils einen Ehrendoktor in Humane Letters. Von 1979 bis 1980 war West ein Kommissar im Indian Arts and Crafts Board.

## Öffentliche Sammlungen
- Bacone College
- Bureau of Indian Affairs
- Denver Art Museum
- Eastern Baptist College, St. Davids, (Pennsylvania)
- Fred Jones Jr. Museum of Art
- The George Gustav Heye Center
- Gilcrease Museum
- Indian Arts and Crafts Board, US-Innenministerium
- Joslyn Art Museum
- Koshare Indian Museum
- Museum of Northern Arizona, Katherine Harvey Collection
- Muskogee Art Guild, Oklahoma
- National Gallery of Art
- Philbrook Museum of Art
- St. Augustine's Center, Chicago (Illinois)
- Seminole Public Library, Oklahoma
- Southern Plains Indian Museum
- University of Oklahoma, Bibliothek[1]

## Zitate
West gab 1955 folgendes Zitat von sich:

„[T]he Indian artist must be allowed freedom to absorb influences outside of his own art forms and see the promise of a new lane of expression that should keep the Indian's art the art form termed 'native Indian painting,' and I give my student every opportunity to execute it... I have always felt that the term abstraction has been a part of the Indian's artistic thinking longer than most European contemporary influences and perhaps in a [truer] form...“